# One Second
One Second šesti je studijski album britanskog gothic metal-sastava Paradise Lost. Diskografska kuća Music for Nations objavila ga je 14. srpnja 1997. godine.

## O albumu
One Second prvi je album grupe na kojem se potpuno odmaknula od doom metala i priklonila gotičkom i elektroničkom glazbenom stilu. Također je i prvi njezin uradak snimljen digitalnom tehnikom. Dvije skladbe, "The Hour" i "Slave", bile su skladane za taj album, no na koncu se nisu pojavile na njemu, već na drugoj inačici singla "One Second". Skladbu "Mercy" obradila je skupina Orphaned Land.
Posebna inačica uratka bila je objavljena 14. srpnja 2017. godine u počast dvadesetoj godišnjici njegove objave; tu je verziju masterirao Jamie Gomez Arellano. Sadržavala je i bonus CD na kojemu se nalazila zvučna snimka koncerta u Shepherd's Bush Empireu koji se održao 26. siječnja 1998. godine. Taj se nastup održao u vrijeme promidžbene turneje za One Second. Videozapis koncerta prethodno se pojavio na DVD-u Evolve, no prvi je put na CD-u bio objavljen na reizdanoj inačici One Seconda.

## Glazbeni stil
Već su se na prethodnom albumu, Draconian Timesu, počele pojavljivati brže i pristupačnije skladbe; na One Secondu ne samo da je takvih pjesama više, već se grupa na njima češće služila sintesajzerskom bas-gitarom i klavijaturama nego prije, iako su gitara i metal rifovi i dalje prisutni. Nick Holmes na tom se albumu više nije služio grubim vokalima.
O glazbenom stilu uratka Holmes je u intervjuu s časopisom Decibel izjavio: 

## Popis pjesama
Tekstovi: Nick Holmes, glazba: Gregor Mackintosh.
| 1.    | »One Second«       | 3:32 |
| 2.    | »Say Just Words«   | 4:03 |
| 3.    | »Lydia«            | 3:32 |
| 4.    | »Mercy«            | 4:25 |
| 5.    | »Soul Courageous«  | 3:01 |
| 6.    | »Another Day«      | 4:44 |
| 7.    | »The Sufferer«     | 4:30 |
| 8.    | »This Cold Life«   | 4:21 |
| 9.    | »Blood of Another« | 4:01 |
| 10.   | »Disappear«        | 4:29 |
| 11.   | »Sane«             | 4:01 |
| 12.   | »Take Me Down«     | 6:25 |
| 51:04 |                    |      |

## Recenzije
Eduardo Rivadavia, glazbeni kritičar sa stranice AllMusic, napisao je da bi "obožavatelji ranog Paradise Losta albumu trebali oprezno pristupiti", ali da "nitko ne može poreći da je [One Second] radikalan, ali i kvalitetan te impresivan odmak [od stila prijašnjih uradaka]". Dodijelio mu je 4 od 5 zvjezdica. Holger Stratmann, recenzent časopisa Rock Hard, izjavio je: "Ponegdje bi bilo bolje da su gitare istaknutije te je "Blood of Another" banalna poput i posljednjeg singla, "The Last Timea", ali One Second općenito je vrlo kvalitetan i uzbudljiv rock album". Dao mu je devet od deset bodova.

## Zasluge
| Paradise Lost - Nick Holmes – vokali - Gregor Mackintosh – gitara, klavijature, programiranje, semplovi, prateći vokali - Aaron Aedy – gitara - Stephen Edmondson – bas-gitara - Lee Morris – bubnjevi, prateći vokali Dodatni glazbenici - Stephan Brisland-Ferner – violina - Sank – klavijature, semplovi, programiranje, prateći vokali, produkcija, tonska obrada, miksanje, mastering - Sarah Marrion – glas (na skladbi "Lydia") | Ostalo osoblje - Richard Flack – tonska obrada - Stefan Glaumann – miksanje - David Tonge – fotografija - Ross Halfin – naslovnica - Susan Andrews – fotografija |

## Ljestvice
| Ljestvica (1997.)      | Najviša Pozicija |
| ---------------------- | ---------------- |
| Austrija               | 10               |
| Belgija (Valonija)     | 44               |
| Finska                 | 7                |
| Francuska              | 21               |
| Nizozemska             | 39               |
| Norveška               | 25               |
| Njemačka               | 8                |
| Švedska                | 5                |
| Švicarska              | 40               |
| Ujedinjeno Kraljevstvo | 31               |